# Краба
Краба (алб. Krrabë) — місто та колишній муніципалітет в Албанії, в області Тирана. Під час реформи місцевого самоврядування 2015 року він став підрозділом муніципалітету Тирана.
Село було заселене з давніх часів іллірійцями, які побудували замок Перскопі поблизу міста.